# Гадзаов, Артур Эльбрусович
Артур Эльбрусович Гадзаов (4 мая 1991 года, Владикавказ, СО АССР, СССР) — российский футболист, полузащитник.

## Карьера
Воспитанник владикавказской «Алании». Выступал в молодёжном составе клуба. Позже перебрался в дубль «Амкара». Долгое время Гадзаов выступал за разные любительские коллективы. В сезоне 2013/14 он на время переезжал в Грузию, где провёл три матча за клуб высшей лиги «Спартак» (Цхинвали).
После возвращения в Россию хавбек выступал за «Коломну», «Кубань Холдинг» и подмосковный «Олимп».